# Dávid László (katolikus pap)
Dávid László (Kézdivásárhely, 1907. augusztus 17. – Kolozsvár, 1992. augusztus 20.) katolikus pap, teológiai tanár, pápai prelátus, kanonok.

## Családja, iskolái
Az erdélyi örmény Dávid család leszármazottja.  Elemi és középiskolai tanulmányait Kézdivásárhelyen végezte, az utóbbit az Erdélyi Katolikus Státus Főgimnáziumában. Érettségi vizsgáját követően 1925-től 1932-ig Rómában, a Collegium Germanicum et Hungaricum növendékeként a Gregoriana Pápai Egyetemen tanult. 1928-ban filozófiából, 1932-ben teológiából doktorált. Egyházjogból bakkalaureus fokozatot ért el. 1931-ben szentelték pappá.

## Életútja
Rómából hazatérvén a gyulafehérvári egyházmegye kötelékében káplánként szolgált Besztercén (1932/1933), Brassóban (1933/1933), majd 1934-től Kolozsvárott, ahol 1935-től 1938-ig a kolozsvári (piarista) Katolikus Főgimnázium hittanára és a Báthory–Apor Szeminárium prefektusa volt, s ebben a beosztásában aktívan részt vett a cserkészmozgalomban is. 1936-ban Majláth püspök kinevezte egyetemi lelkésznek. 1940-től, Észak-Erdély visszacsatolását követően tanított a Gyulafehérvárról Kolozsvárra áthelyezett Teológiai Főiskolán. Püspöki megbízásból az egyházmegyei szórvány-lelkipásztorkodás megszervezője és főiskolai előadója volt. 1941-től előadott a kolozsvári Munkásfőiskolán. 1943-ban, püspöke felterjesztésére, érdemei elismeréséül, XII. Piusz pápától szentszéki tanácsosi címet kapott. 1944-ben Márton Áron püspök megbízásából katolikus részrõl szervezte és irányította a városban folyó embermentő tevékenységet.
Kolozsvári éveiben rovatvezetője volt a Jóbarát ifjúsági folyóiratnak, írásai jelentek meg a Hitel, az Erdélyi Iskola, a Néptanítók Lapja, az Erdélyi Tudósító egyes számaiban is. – 1938-ban a Pázmány Péter Társaság (korábbi nevén: Erdélyi Katholikus Akadémia) felvette tagjai közé.
A háborút követően, az 1945/46-os tanévben megbízott igazgatóként segítette a Csíksomlyói Római Katolikus Tanítóképzőben az oktatás megindulását. 1946-tól Márton Áron püspöki titkára volt Gyulafehérvárott. 1951-ben letartóztatták (ekkor már Jakab Antal titkos ordinárius titkára). 1952-ben a bukaresti katonai törvényszék hazaárulás koncepciós vádjával 19 év kényszermunkára ítélte. Büntetéséből 14 évet töltött Románia legszigorúbb fegyintézeteiben:  Dés, Bukarest, Jilava, Pitești, Nagyvárad, Nagyenyed, Felsőbánya és Szamosújvár börtöneiben.
1964-ben, amikor nemzetközi nyomásra a Román Népköztársaság felszámolta a politikai börtönöket, Dávid is szabadult amnesztiával. Szabadulása után két évet Gyulafehérvárott töltött Márton Áron püspök mellett, míg helyreállt az egészsége.
1966-tól Fogarason működött plébánosként, majd 1973-tól Gyulafehérváron volt  plébános és főesperes. 1977-től nyugdíjba vonulásáig, 1984-ig a kolozsvári Szent Mihály-templom plébánosa és kolozs-dobokai főesperes volt.
1991-ben tartotta gyémántmiséjét a Szent Mihály-templomban. 1992-ben bekövetkezett halála után a Házsongárdi temetőben helyezték örök nyugalomra augusztus 24-én.